# Campeonato Russo de Futebol de 2004 - Segunda Divisão
O Campeonato Russo de Futebol - Segunda Divisão de 2004 foi o décimo terceiro torneio desta competição. Participaram vinte e duas equipes. O nome do campeonato era "Primeira Divisão" (Perváia Divizion), dado que a primeira divisão era a "Liga Premier". O campeão e o vice são promovidos e cinco são rebaixados para a terceira divisão.

## Participantes
| Equipe                      | Cidade            | Região             | No ano anterior                                                    | Estádio                     | Capacidade | Títulos                     | Participações |
| --------------------------- | ----------------- | ------------------ | ------------------------------------------------------------------ | --------------------------- | ---------- | --------------------------- | ------------- |
| FC Lokomotiv Chita          | Chita             | Oblast de Chita    | Décimo Primeiro Lugar                                              | Estádio Lokomotiv           | 12.500     | 0 (não possui)              | 13            |
| FC SOYUZ-Gazprom Ijevsk     | Ijevsk            | Udmúrtia           | Décimo Sétimo Lugar                                                | Estádio Central Republicano | 19.200     | 0 (não possui)              | 10            |
| PFC Spartak Nalchik         | Nalchik           | Cabárdia-Balcária  | Décimo Quinto Lugar                                                | Estádio Spartak             | 14.400     | 0 (não possui)              | 11            |
| FC Tom Tomsk                | Tomsk             | Oblast de Tomsk    | Terceiro Lugar                                                     | Estádio Trud                | 15.000     | 0 (não possui)              | 9             |
| FC Khimki                   | Khimki            | Oblast de Moscovo  | Décimo Segundo Lugar                                               | Arena Khimki                | 18.000     | 0 (não possui)              | 4             |
| FC Neftekhimik Nizhnekamsk  | Nizhnekamsk       | Tartaristão        | Décimo Sexto Lugar                                                 | Estádio Neftekhimik         | 3.000      | 0 (não possui)              | 10            |
| FC SKA-Energiya Khabarovsk  | Khabarovsk        | Krai de Khabarovsk | Décimo Lugar                                                       | Estádio Lênin               | 15.200     | 0 (não possui)              | 5             |
| PFK Sokol Saratov           | Saratov           | Oblast de Saratov  | Nono Lugar                                                         | Estádio Lokomotiv           | 15.000     | 0 (não possui)              | 11            |
| FC Anji Makhachkala         | Mahackala         | Daguestão          | Sexto Lugar                                                        | Estádio Dínamo              | 15.200     | 1 (1999)                    | 5             |
| FC Metallurg Lipetsk        | Lipetsk           | Oblast de Lipetsk  | Oitavo Lugar                                                       | Estádio Metallurg           | 14.000     | 0 (não possui)              | 8             |
| FC Terek Grozny             | Grózni            | Chechênia          | Quarto Lugar                                                       | Estádio Sultan Bilimkhanov  | 10.500     | 0 (não possui)              | 4             |
| FC Lisma Mordovia           | Saransk           | Mordóvia           | Décimo Quarto Lugar                                                | Estádio Start               | 11.581     | 0 (não possui)              | 2             |
| FC Metallurg Novokuznetsk   | Novokuznetsk      | Oblast de Kemerovo | Décimo Terceiro Lugar                                              | Estádio Metallurg           | 8.500      | 0 (não possui)              | 4             |
| FC Chernomorets Novorossisk | Novorossisk       | Krai de Krasnodar  | Rebaixado do Campeonato Russo de Futebol de 2003                   | Estádio Trud                | 12.500     | 2 (1993 (Zona Oeste), 1994) | 5             |
| FC Uralan Elista            | Elista            | Calmúquia          | Rebaixado do Campeonato Russo de Futebol de 2003                   | Estádio Uralan              | 15.200     | 1 (1997)                    | 9             |
| FC Arsenal Tula             | Tula              | Oblast de Tula     | Acesso pelo Campeonato Russo de Futebol de 2003 - Terceira Divisão | Estádio Arsenal             | 20.048     | 0 (não possui)              | 5             |
| FC KAMAZ Naberejnye Chelny  | Naberejnye Chelny | Tartaristão        | Acesso pelo Campeonato Russo de Futebol de 2003 - Terceira Divisão | Estádio KAMAZ               | 10.000     | 1 (1992 Zona Central)       | 3             |
| FC Luch Vladivostok         | Vladivostok       | Krai do Litoral    | Acesso pelo Campeonato Russo de Futebol de 2003 - Terceira Divisão | Estádio Dínamo              | 10.500     | 1 (1992 (Zona Leste))       | 6             |
| FC Dínamo Makhachkala       | Mahackala         | Daguestão          | Acesso pelo Campeonato Russo de Futebol de 2003 - Terceira Divisão | Estádio Dínamo              | 15.200     | 0 (não possui)              | 1             |
| FC Dínamo Briansk           | Briansk           | Oblast de Briansk  | Acesso pelo Campeonato Russo de Futebol de 2003 - Terceira Divisão | Estádio Dínamo              | 10.100     | 0 (não possui)              | 1             |
| FC Oriol                    | Oriol             | Oblast de Oriol    | Acesso pelo Campeonato Russo de Futebol de 2003 - Terceira Divisão | Estádio Central             | 14.600     | 0 (não possui)              | 1             |

## Regulamento
O campeonato foi disputado no sistema de pontos corridos em turno e returno. Ao final, o campeão e o vice eram promovidos para o Campeonato Russo de Futebol de 2005 e cinco equipes eram rebaixadas diretamente para o Campeonato Russo de Futebol de 2005 - Terceira Divisão.

## Resultados do Campeonato
Terek foi o campeão; junto com o vice, Tom, foi promovido para a primeira divisão russa.

Uralan, Neftechimik, Baltika, Lisma-Mordóvia e SOYUZ-Gazprom foram rebaixados para a terceira divisão russa.

Arsenal Tula e Chernomorets se licenciaram antes do fim do campeonato e também foram rebaixados.

## Campeão
| Campeão Russo da Segunda Divisão de 2004 |
| ---------------------------------------- |
| FC Terek Grózni 1° Título                |